# ホセ・ネリス
ホセ・パブロ・ネリス・フィゲレド（José Pablo Neris Figueredo 、2000年3月13日 - ）は、ウルグアイ・モンテビデオ出身のプロサッカー選手。プリメーラ・ディビシオン・CAコロン所属。ポジションは、ミッドフィルダー。